# 티센
티센은 아우구스트 티센에 의해 설립된 독일의 철강 생산 기업이었다. 약 100년 간 존속했으며, 1999년 크루프와 합병해 티센크루프가 된다.

## 역사

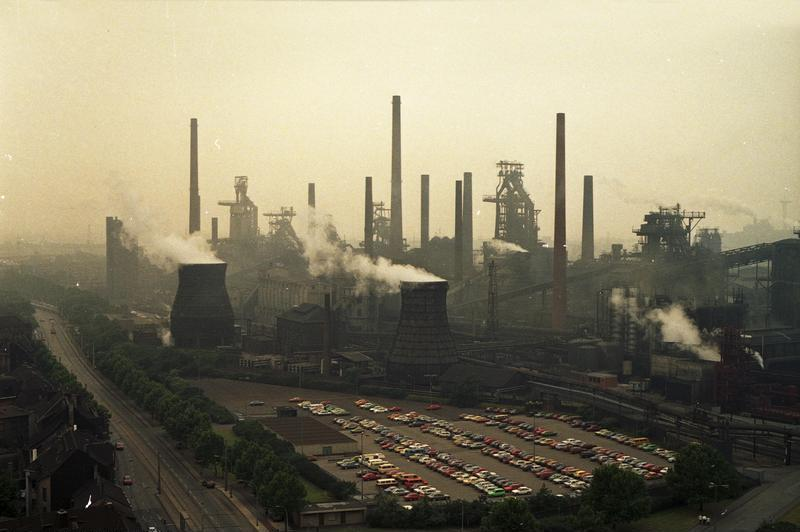
뒤센부르크의 티센 제철소 (1988년)

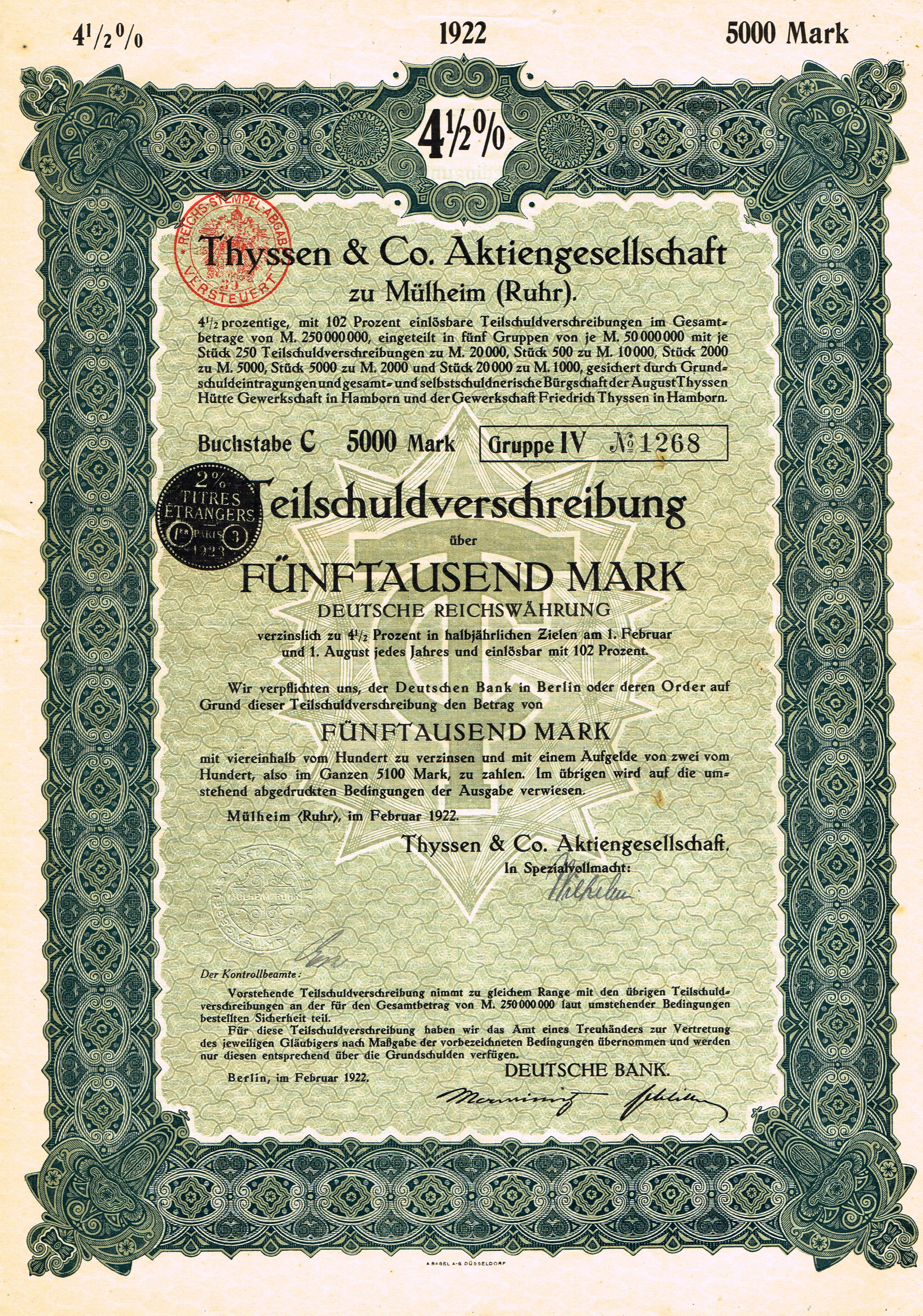
1922년 2월 발행된 티센의 채권

1891년 9월 29일, 아우구스트 티센과 그의 형제 조셉은 석탄 광산 업체인 Gewerkschaft Deutscher Kaiser의 모든 주식을 소유하게 되었고, 그 해 12월 17일 해당 회사의 제철소가 함보른에 새로 문을 열었다. 이후 제철소는 점차 현대화되고 확장되어, 철강 및 선박, 기계 등을 제조하는 수직 통합 회사가 된다. 제1차 세계 대전 후 독일의 루르 지방이 프랑스에 의해 점령되면서 다소 손실을 보게 되었으나 기업 자체는 무너지지 않고 존속되었다.
1926년 4월 4일 아우구스트 티센이 사망하고 그의 아들 프리츠 티센이 기존 회사의 26%의 가치를 갖고 있던 티센의 컨소시엄이 형성한 새로운 그룹 연합철강(Vereinigte Stahlwerke)의 회장이 된다. 1934년에는 August Thyssen-Hütte AG가 새 그룹의 산하 기업으로서 창립된다.
독일 재군비 선언과 그에 이어지는 전쟁은 티센을 전시경제에서 빠질 수 없는 기업으로 만들었다. 제2차 세계 대전의 종전 이후 연합국 측은 티센의 청산을 주문했고, 이어 1953년에는 기존의 August Thyssen-Hütte AG와 같은 이름의 기업이 뒤스부르크에 세워진다. 뒤스부르크에 소재하던 티센의 다른 공장들은 법적으로 티센에서 독립된 상태가
되었다가 1960년 다시 티센 그룹에 통합되지만 광산 사업부는 결국 재통합이 이루어지지 않았고, 티센은 철강 회사가 된다.
1954년과 1955년 티센 그룹은 광산 사업에 다시끔 관심을 가지고, 수직 통합 체계를 복구하기 위해 인수에 집중한다. 이에 따라 1956년에는 Niederrheinischen Hütte AG, 1957년에는 Deutschen Edelstahlwerke AG와 Phoenix-Rheinrohr AG(금속 공학 사업 및 공장), 그리고 1968년에는 Hüttenwerk Oberhausen AG를 인수한다. 이후 티센의 제품 생산 범위는 고합금강을 포함한 모든 등급의 철과 평강으로 확대된다. 1960년대 중반 August Thyssen-Hütte AG는 유럽 최대 규모의 조강 제조 기업이었으며, 세계에서 다섯 번째로 그 규모가 컸다.
티센은 1960년대에 마네스만 등의 회사와도 협력 관계를 구축했다. 이들은 1972년에는 92,200명을 고용하였고 98억 마르크의 연간 매출을 달성하였다.
1973년, 티센은 기본적으로 제조 업체였던 라인슈탈을 인수한다. 이 인수는 티센의 철강 산업에 대한 지배력을 감소시킴과 동시에 티센을 복합기업으로 전환시킨다. 1977년 이들은 사명을 Thyssen AG로 변경하였으며, 이때 이미 라인슈탈 또한 1976년에 사명을 Thyssen Industrie AG으로 변경한 상태였다.
1980년대에 이르러 티센과 크루프 간의 인수 합병에 대한 논의가 시작되었다. 두 회사 간에 공식적인 동맹 관계는 형성되지 않았으나, 양철이나 스테인리스강 등 일부 분야에서는 산발적인 협력이 이루어졌다. 한편 1990년대 티센이 생산한 일부 승강기는 대한민국의 한양공영에서 제휴 방식으로 한국에 설치되었다.
1997년 티센과 크루프의 평강 생산 부서가 합병되어 Thyssen Krupp Stahl AG를 형성하였다.
1999년 3월 17일 티센과 크루프의 합병에 의해 형성된 새 그룹이 등록되었고, 그해 10월 23일 공식적인 합병이 이루어져 티센크루프가 되었다. 같은 해 티센크루프는 미국에 소재를 둔 대기업인 도버의 승강기 부문을 인수하였다.

## 참고 문헌
- “History - Group - ThyssenKrupp AG”. 《www.thyssen.com》.[깨진 링크(과거 내용 찾기)]
- Helmut Uebbing (1991년). 《Wege und Wegmarken. 100 Jahre Thyssen.》 (독일어). Siedler Verlag, Berlin. ISBN 3-88680-417-8.
- Wilhelm Treue (1966). 《Die Feuer verlöschen nie - August Thyssen-Hütte 1890-1926》 (독일어). Econ-Verlag Düsseldorf und Wien.